# Stad in de storm
Stad in de storm is een boek van Thea Beckman uit 1979. In 1980 ontving de schrijfster hiervoor een Zilveren Griffel.
Dit boek gaat over de stad Utrecht in de periode 1672-1674. Het verhaal volgt de belevenissen van drukkerszoon Hans Ortelius gedurende de Franse bezetting van de stad.

## Het verhaal
De stad krijgt te maken met onder meer inkwartiering en een steeds hogere belastingdruk en (voedsel)schaarste. Om de moed van de Utrechtse bevolking hoog te houden drukken Hans en zijn vader (later geholpen door het gehele drukkersgilde van Utrecht) in het geheim pamfletten met het laatste nieuws. Dit alles is niet zonder gevaar. Op deze wijze laten ze de Utrechters weten dat de gebroeders De Witt in Den Haag worden vermoord, hoe het er aan toegaat bij de Hollandse Waterlinie. Hans zijn vader, Steven, wordt tijdelijk opgepakt. Ondertussen wordt Hans ook nog eens verliefd op een Duitse vluchtelinge uit Augsburg die (samen met haar moeder) onderdak heeft gevonden bij de familie Ortelius.
Een paar jaar later is de bezetting gedaan en vertrekken ook de laatste Fransen uit Utrecht. Hans 
denkt dat nu alles voorbij is. Maar dan krijgt Utrecht nog een veel hardere klap...